# Арба (Вале)
Арба (фр. Arbaz) — громада  в Швейцарії в кантоні Вале, округ Сьйон.

## Географія
Громада розташована на відстані близько 75 км на південь від Берна, 6 км на північ від Сьйона.
Арба має площу 19,2 км², з яких на 5,1% дозволяється будівництво (житлове та будівництво доріг), 21,9% використовуються в сільськогосподарських цілях, 25,2% зайнято лісами, 47,8% не є продуктивними (річки, льодовики або гори).

## Демографія
2019 року в громаді мешкало 1302 особи (+20% порівняно з 2010 роком), іноземців було 15,4%. Густота населення становила 68 осіб/км².
За віковим діапазоном населення розподілялося таким чином: 17,4% — особи молодші 20 років, 58,1% — особи у віці 20—64 років, 24,4% — особи у віці 65 років та старші. Було 582 помешкань (у середньому 2,2 особи в помешканні).
Із загальної кількості 177 працюючих 21 був зайнятий в первинному секторі, 22 — в обробній промисловості, 134 — в галузі послуг.